# Heilige Dreifaltigkeit (Rohrbach)

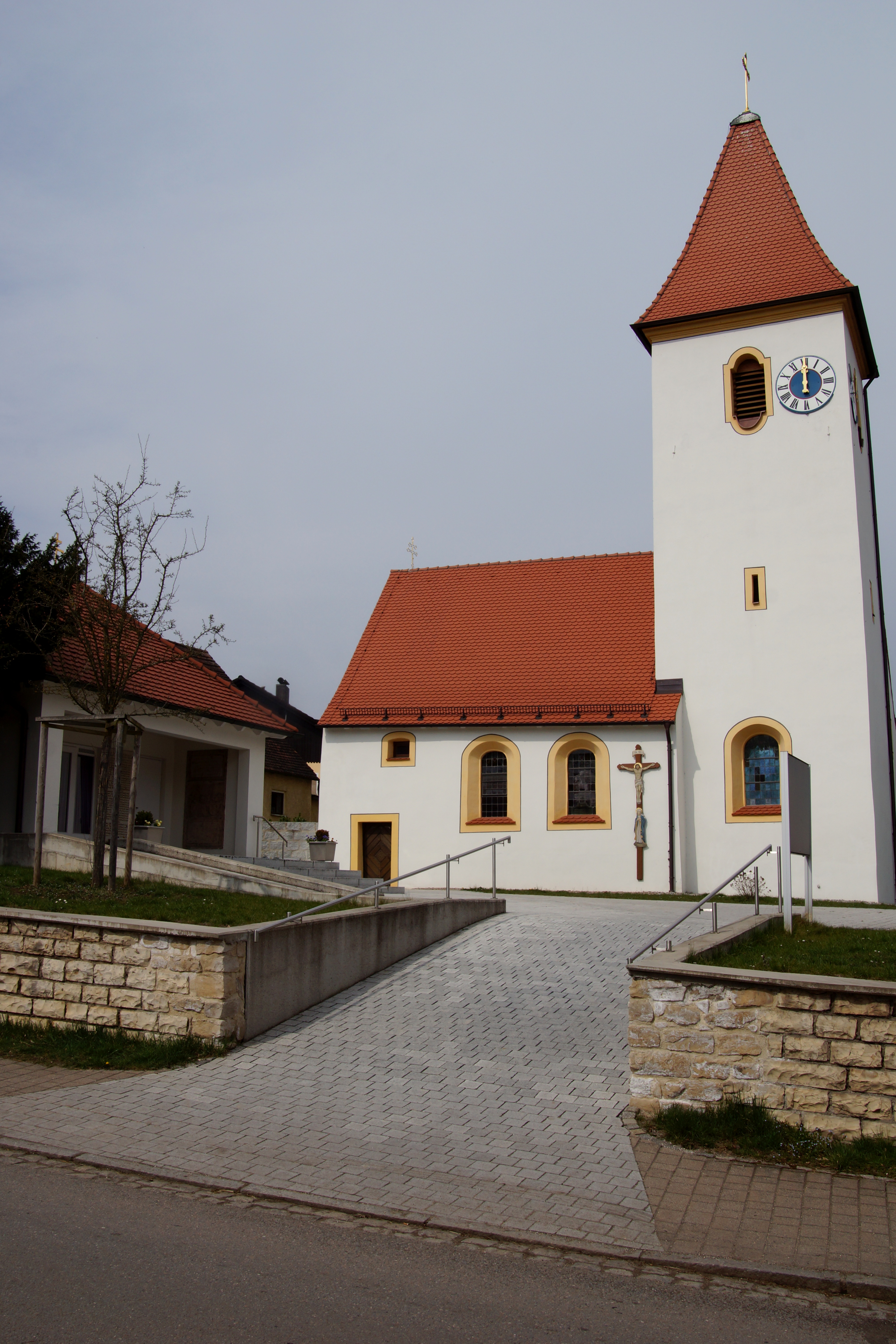
Heilige Dreifaltigkeit (Rohrbach)

Die römisch-katholische, denkmalgeschützte Filialkirche Heilige Dreifaltigkeit steht in Rohrbach, einem Gemeindeteil des Marktes Kallmünz im Landkreis Regensburg in der Oberpfalz. Sie ist dem Bistum Regensburg zugeordnet. Das Bauwerk ist unter der Denkmalnummer D-3-75-156-71 als Baudenkmal in die Bayerische Denkmalliste eingetragen.

## Beschreibung
Die mittelalterliche Saalkirche wurde 1680 umgestaltet. Sie besteht aus einem Langhaus, das mit einem Satteldach bedeckt ist, und einem Chorturm auf quadratischem Grundriss im Osten, dessen oberstes Geschoss die Turmuhr und den Glockenstuhl beherbergt und der mit einem Pyramidendach bedeckt ist. 
Der Innenraum des Langhauses ist mit einer Kassettendecke überspannt, der des eingezogenen, quadratischen Chors, d. h. der des Erdgeschosses des Chorturms mit einem Stichkappengewölbe auf Pilastern. Zur Kirchenausstattung gehört ein um 1760 gebauter Altar im Chor, der von Statuen der heiligen Notburga und dem heiligen Wendelin flankiert wird. Auf dem Altarretabel aus dem 19. Jahrhundert ist die Krönung Mariens dargestellt.